# Polygala nana
Polygala nana är en jungfrulinsväxtart som först beskrevs av André Michaux, och fick sitt nu gällande namn av Dc.. Polygala nana ingår i släktet jungfrulinssläktet, och familjen jungfrulinsväxter. Inga underarter finns listade i Catalogue of Life.